# 카를루 1세
샤를 당주(프랑스어: Charles Ier d'Anjou, 1226년 3월 21일 ~ 1285년 1월 7일)는 시칠리아에서 호엔슈타우펜가를 몰아내고 자신의 카페 앙주 왕조를 세운 프랑스 출신의 시칠리아왕이다. 시칠리아왕으로서는 카를루 1세 당조(시칠리아어: Carlu I d'Angiò), 카를로 1세 당조(이탈리아어: Carlo I d'Angiò)로 불린다. 카페 왕조의 방계인 카페-앙주가 출신의 프랑스 왕족이기에 " 샤를 당주"라고 불리기도 한다.
프랑스왕 루이 9세의 동생으로 1266년부터 시칠리아 섬과 이탈리아 반도 본토의 나폴리 일대를 지배했으며 1282년 시칠리아 만종 사건으로 시칠리아 섬에서 쫓겨나 나폴리와 일부 본토만을 지배했다.

## 생애

### 어린 시절
카를로는 1226년 아버지 루이 8세가 죽기 직전에 태어났다. 어머니는 블랑카 데 카스티야였다. 막내로 태어나 다른 형들처럼 봉토를 전혀 받지 못했는데 바로 위의 형 필리페 다고베르트와 장 트리스탕이 죽자 다음 계승자로 1246년에야 봉토를 받을 자격이 생겼다. 그러나 카를로 1세(앙주의 샤를)은 야심이 많아서 항상 출세를 호시탐탐 노렸다. 1246년에 그는 프로방스의 베아트리체와 결혼하여 프로방스의 백작이 되었고, 이때문에 처가 식구들과 사이가 좋지 않았으며 그 때까지 비교적 자유를 누리던 그 지역에서 보다 강력한 권위를 내세웠기 때문에 이 지역의 봉신들과의 사이가 좋지 않았다.
1248년 카를로는 형 루이 9세를 도와 제7차 십자군 원정에 참가하여 이집트로 갔다. 그는 다미에타 공격에 가담하는 등 군사적인 도움을 주었으나 형처럼 강력한 신앙심이 없었고 1250년 프랑스로 돌아와 버렸다. 그가 십자군에 나가있는 사이 본토에서는 대대적인 반란이 일어났는데 카를로 1세(앙주의 샤를)은 이를 무자비하게 진압하여 이듬해에는 완전히 권력을 장악하였다.

### 시칠리아 정복
끊임없이 야심을 가진데다 독재자적 성향을 지닌 카를로는 성인으로 추대된 형 루이 9세와 다른 인물이었다. 교황청과 동맹을 맺고 시칠리아 왕국의 왕위를 노렸다. 당시 호엔슈타우펜 왕조의 시칠리아와 반목을 계속하던 교황은 시칠리아에 자신에게 우호적인 세력을 찾고 있었는데 카를로(앙주의 샤를)가 적격이라고 생각했다. 교황 우르바노 4세(182대 1261~64)와 교황 클레멘스 4세(183대 1265~68) 등 계속해서 프랑스 출신 교황을 거치면서 1265년 카를로는 교황의 이름으로 대 시칠리아 원정군을 조직해 클레멘스 교황으로부터 십자군의 성전이라는 부추김을 받았다.
1266년 2월 26일 베네벤토 전투에서 카를로가 이끄는 3만명의 앙주군은 호엔슈타우펜가문의 만프레디가 이끄는 시칠리아군을 대파하고 만프레디를 죽였다. 또한 1268년에는 만프레디의 조카이자 호엔슈타우펜 가문의 마지막 상속자인 콘라딘이 알프스산맥을 넘어 시칠리아를 침공했는데 카를로는 8월 23일 탈리아코초에서 콘라딘을 무찌르고 콘라딘을 체포하여 나폴리에서 공개처형했다. 이로써 남부이탈리아의 권력은 호엔슈타우펜과 기벨린파(황제파)에서 프랑스 출신의 앙주가문과 구엘프파(교황파)에게로 넘어갔다.

### 끊임없는 야심가
카를로는 시칠리아 왕위에 오른 지 1년도 안 되어 케르키라섬과 에피루스 해안 일부를 점령하여 비잔티움 제국령 침략의 교두보를 마련했다. 1265년 그는 교황 클레멘스와 아카이아의 기욤 공작, 라틴 제국의 폐위된 황제 보두앵 2세와 조약을 맺고 라틴 제국과 그 주변 국가에 대한 영토 확장을 꾀했다. 즉, 라틴 제국의 부활을 돕는 대가로 영토의 3분의 1을 약속받은 것이다. 카를로 1세(앙주의 샤를)은 이로써 지중해의 강자로 콘스탄티노폴리스의 제위를 향하여 야심을 불태웠다.
카를로는 또한 중부 유럽의 군주들과 다방면으로 동맹을 구축하였다. 헝가리 왕국의 국왕 벨러 4세, 세르비아의 스테판 우로시 1세, 불가리아 제2제국과 동맹을 맺어 그리스 제국을 압박했고 셀주크 술탄, 아르메니아, 심지어 몽골까지도 접근했다. 1269년 8월에는 그는 제노바와 통상조약을 맺고 비잔티움의 황제 미카일 팔리이올로구스를 고립시켰다.
1270년 카를로는 형 루이 9세가 참가한 8차 십자군 원정에 참가하였다. 그해 8월 형 루이가 죽고 십자군의 수장이 되어 튀니스의 아미르와 평화조약을 맺고 시칠리아로 귀환했다. 그러나 귀환길에 유례없는 폭풍우를 만나 18척의 대형선박을 잃고 몇 시간 만에 시칠리아의 육군과 해군은 괴멸했다.
1271년에는 잉글랜드의 에드워드 왕자와 함께 9차 십자군을 결성하여 아크레로 진격해 맘루크 왕조와 싸웠으나 큰 성과는 거두지 못하고 다시 돌아왔다.

### 비잔티움 원정과 동맹
그 사이 비잔티움은 교황과의 유대를 돈독히 하고 교회의 일치를 위한 외교적 노력을 계속했다. 이 때문에 카를로 1세(앙주의 샤를)의 비잔티움 공격은 교황의 반대를 받았고 미카일 황제는 알바니아의 시칠리아 왕국 영토를 공략해서 일부 승리를 거두기도 하였다. 이러한 시칠리아와 비잔티움의 소규모 접전 상태는 수년간 계속되었는데 1280년 카를로 1세(앙주의 샤를)은 쉴리의 붉은 머리 장군 우고에게 기병 2천명이 포함된 약 8천의 병력을 주고 알바니아를 공략하게 했고 베라트에서 공방전을 폈다. 베라트는 완강히 저항했고 이듬해 3월 비잔티움 제국의 구원군에 의해 시칠리아 군은 패배했다.
카를로는 비잔티움 공격계획은 잠시 소강상태를 보였는데 1281년 2월 교황 마르티노 4세가 즉위하면서부터 상황이 달라졌다. 마르티노는 프랑스 출신으로 카를로 1세(앙주의 샤를)에 전폭적인 지지를 보냈다. 교황의 지지를 받은 카를로 1세(앙주의 샤를)은 비잔티움과 관계가 소원해진 베네치아 공화국을 동맹으로 끌어들여 해로를 통한 비잔티움 원정을 계획했다. 교황은 이 원정을 십자군으로 격상시켰고 카를로 1세(앙주의 샤를)은 당대 유럽의 최강의 군주로 부상했다.

### 시칠리아 상실
그러나 시칠리아에서는 카를로의 카페 앙주가에 대한 반감이 점차 고조되었다. 대 비잔티움 전쟁수행을 위한 중과세와 가혹한 압제로 반란의 기운이 일어났고 특히 아라곤의 페드로는 만프레디의 사위로 자신이 적법한 시칠리아 왕위 계승자로 생각했기 때문에 이러한 시칠리아의 반란을 배후에서 조장했다. 1282년 부활절 이튿날 팔레르모 외곽의 저녁미사 만종이 울릴 무렵 드디어 반란이 폭발했다.
앙주군에 대항하여 봉기한 시칠리아 시민들은 "모라누 리 프린치스키! (Moranu Li Franchiski!)" (시칠리아 방언으로 "프랑스인에게 죽음을!" 이란 뜻)를 외치며 프랑스인들에 대한 학살을 벌였다. 반란은 순식간에 섬 전체로 퍼졌고 카를로 1세(앙주의 샤를)은 비잔티움 정복을 위해 모았던 병력을 반란 진압에 동원해야 했다. 7월 카를로 1세(앙주의 샤를)은 직접 시칠리아섬으로 들어가 진압에 나섰으나 별다른 성과가 없었고 8월 말에는 아라곤의 페드로가 대군을 이끌고 팔레르모를 점령하고 시칠리아 왕위를 자칭했다. 카를로 1세(앙주의 샤를)은 시칠리아를 포기하고 이탈리아 반도 본토로 후퇴할 수밖에 없었다.

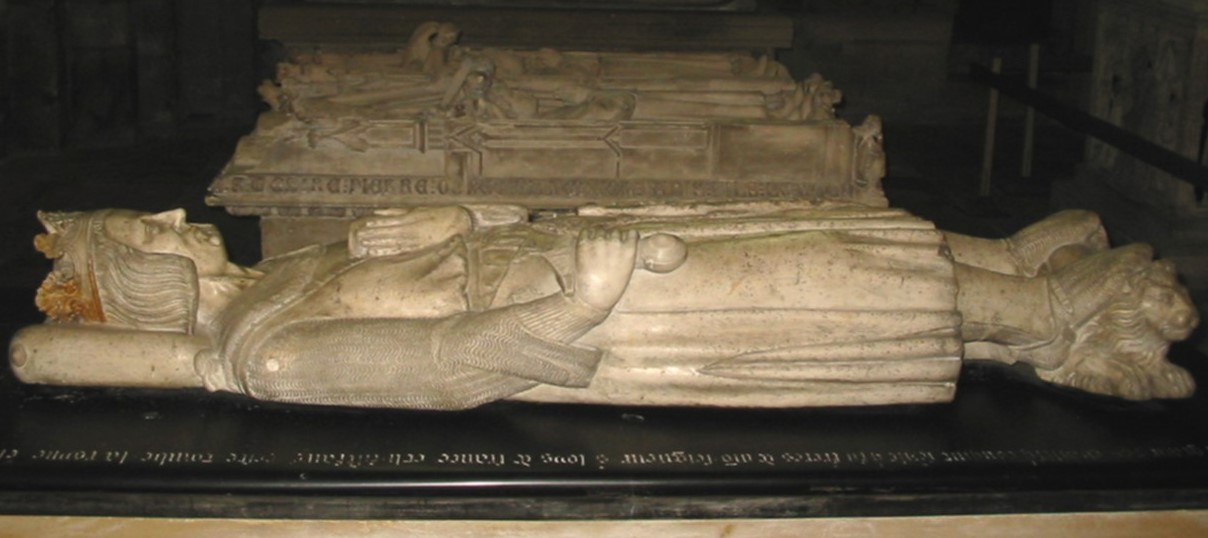
생드니 대성당에 있는 카를로 1세(앙주의 샤를)의 무덤. 자신의 심장을 들고 있음.

### 아라곤과의 전쟁과 죽음
본토로 퇴각한 카를로는 교황과 프랑스 왕인 자신의 조카 필리프 3세를 통해 아라곤에 대항했다. 교황 마르티노는 아라곤의 페드로를 파문했고 아라곤군은 몰타를 점령했다. 양측의 전쟁은 이탈리아 본토와 여러 섬에서 계속되었고 카를로 1세(앙주의 샤를)은 아들 카를로 르 브와테에게 이탈리아 방위를 맡기고 자신은 프랑스로 가서 군대를 일으켜 아라곤 본토를 공격할 계획을 세웠다.
아라곤의 루지에로 제독은 시칠리아의 함대를 이끌고 나폴리를 봉쇄했는데 카를로 1세(앙주의 샤를) 2세는 이를 돌파하기 위해 함대를 출항시켰다가 1284년 6월 5일 루지에로의 아라곤 함대에 대패하였고 그 자신도 아라곤의 포로가 되었다. 이 결정적인 패배로 카를로는 칼라브리아로 퇴각할 수밖에 없었고 반격을 준비하던중 1285년 1월 7일 포키아에서 죽었다. 그는 자신의 모든 권한과 왕위를 당시 카탈루냐에 포로로 잡혀있던 아들, 카를로에게 넘겨주었다.

## 같이 보기
- 나폴리의 군주 목록
- 카를로 2세, 카를로 3세